# Modello cosmologico Janus

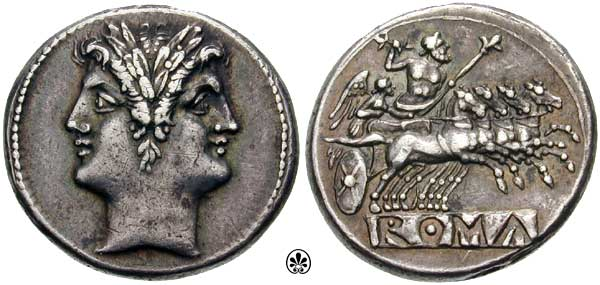

Il modello cosmologico Janus è una teoria cosmologica alternativa sviluppata inizialmente dal fisico francese Jean-Pierre Petit basandosi sulle idee pioneristiche di Andreï Sakharov. Il modello propone una struttura dell'universo costituita da due settori interagenti attraverso la gravitazione, uno contenente materia a massa positiva (il nostro universo osservabile) e l'altro contenente materia a massa negativa (non direttamente osservabile).
Questa teoria è stata sviluppata come risposta a diverse anomalie osservative e problemi teorici non risolti nel modello cosmologico standard (ΛCDM), tra cui:
L'asimmetria materia-antimateria nell'universo
- L'origine inspiegata dell'energia oscura e della materia oscura
- Il problema dell'orizzonte cosmologico
- La natura delle singolarità nei buchi neri
- La struttura a grande scala dell'universo a "bolle di sapone"[3]

Il modello ha recentemente acquisito nuovo interesse a seguito delle osservazioni del Telescopio spaziale James Webb, che hanno rivelato galassie primordiali troppo massive e strutturate per essere spiegate dal modello standard.

## Principi teorici fondamentali
Il modello Janus si basa su una serie di principi teorici che derivano dalla fisica dei gruppi dinamici e dalla geometria simplettica, sviluppati dal matematico francese Jean-Marie Souriau. Questi principi includono:

### Interpretazione della simmetria T (inversione temporale)
Secondo i lavori di Souriau, l'inversione della coordinata temporale (simmetria T) comporta un'inversione dell'energia. Nel gruppo di Poincaré, l'operatore di inversione temporale applicato al movimento di una particella trasforma la sua energia da E a -E, portando all'inversione della sua massa. Questo fornisce un'interpretazione fisica dell'idea di Sakharov: il secondo universo nel suo modello sarebbe costituito da particelle dotate sia di energia negativa che di massa negativa.

### Simmetria CPT e masse negative
Il modello estende il concetto di simmetria CPT (Carica, Parità, Tempo) introducendo la possibilità di masse negative come controparte CPT-simmetrica delle masse positive. Mentre la simmetria C (coniugazione di carica) trasforma materia in antimateria mantenendo la massa positiva, la simmetria PT combinata (inversione di parità e tempo) inverte il segno della massa.

### Interpretazione geometrica della carica elettrica
Basandosi sul modello di Kaluza-Klein, il modello Janus interpreta la carica elettrica come una componente geometrica derivante da una quinta dimensione compattificata. Secondo il teorema di Noether, questa simmetria aggiuntiva è associata alla conservazione della carica elettrica.

### Gruppo dinamico di Janus
Il modello definisce un "gruppo di Janus" che combina la simmetria C (materia-antimateria) e la simmetria PT (inversione spazio-temporale) in un unico quadro teorico:
{\displaystyle g:=\left\{{\begin{pmatrix}\lambda \mu &0&\phi \\0&\lambda L_{o}&C\\0&0&1\end{pmatrix}},\lambda ,\mu \in \{-1,1\}\cap \phi \in \mathbb {R} \cap L_{o}\in Lor_{o}\cap C\in \mathbb {R} ^{1,3}\right\}}
Questo gruppo permette di descrivere le interazioni tra materia, antimateria e particelle a massa negativa in un contesto relativisticamente coerente.

## Struttura matematica
Il modello Janus si presenta come un'estensione della relatività generale, descritta da una struttura bimetrica in cui lo spazio-tempo è dotato simultaneamente di due metriche distinte che interagiscono tra loro.

### Modello bimetrico
Lo spazio-tempo è considerato una varietà quadridimensionale dotata di due metriche: {\displaystyle g_{\mu \nu }} per descrivere il moto della materia a massa positiva e {\displaystyle {\bar {g}}_{\mu \nu }} per descrivere il moto della materia a massa negativa. Entrambe le metriche condividono le stesse coordinate {\displaystyle (x^{0},x^{1},x^{2},x^{3})} ma generano diverse geodetiche che determinano il moto delle due popolazioni di materia.

### Equazioni di campo accoppiate
L'azione del modello è formulata come:
{\displaystyle A=\int _{E}\left[{\frac {1}{2\chi }}R+S_{+}+S_{-}\right]{\sqrt {|g|}},d^{4}x+\int _{E}\left[{\frac {\kappa }{2{\bar {\chi }}}}{\bar {R}}+{\bar {S}}++{\bar {S}}-\right]{\sqrt {|{\bar {g}}|}},d^{4}x}
Applicando il principio di minima azione con {\displaystyle \kappa =-1} si ottengono le due equazioni di campo accoppiate:
{\displaystyle R_{\mu \nu }-{\frac {1}{2}}g_{\mu \nu }R=\chi \left(T_{\mu \nu }+{\sqrt {\frac {|{\bar {g}}|}{|g|}}}{\bar {T}}_{\mu \nu }\right)}
{\displaystyle {\bar {R}}{\mu \nu }-{\frac {1}{2}}{\bar {g}}{\mu \nu }{\bar {R}}=-{\bar {\chi }}\left({\bar {T}}{\mu \nu }+{\sqrt {\frac {|g|}{|{\bar {g}}|}}}T{\mu \nu }\right)}
Dove {\displaystyle T_{\mu \nu }} e {\displaystyle {\bar {T}}{\mu \nu }} sono i tensori energia-impulso delle due popolazioni, mentre {\displaystyle {\bar {T}}{\mu \nu }} e {\displaystyle T_{\mu \nu }} sono i tensori di interazione che descrivono come ciascuna popolazione influenza la geometria dell'altra.

### Conservazione generalizzata dell'energia
Per le soluzioni cosmologiche omogenee e isotrope di tipo FLRW, il modello Janus impone una relazione di compatibilità che corrisponde a una conservazione generalizzata dell'energia:
{\displaystyle \rho c^{2}a^{3}+{\bar {\rho }}{\bar {c}}^{2}{\bar {a}}^{3}=E={\text{costante}}}
Dove {\displaystyle \rho } e {\displaystyle {\bar {\rho }}} sono le densità di energia delle due popolazioni, {\displaystyle a} e {\displaystyle {\bar {a}}} sono i loro rispettivi fattori di scala. Questa relazione suggerisce che l'espansione accelerata dell'universo osservata è dovuta a un'energia totale {\displaystyle E} negativa.

## Topologia del modello
La struttura topologica del modello Janus rappresenta una caratteristica fondamentale che lo distingue dal modello cosmologico standard, proponendo una geometria dell'universo chiusa e priva di singolarità.

### Struttura a doppio rivestimento
Il modello propone che l'universo abbia la topologia di una sfera quadridimensionale {\displaystyle S^{4}} che forma un doppio rivestimento dello spazio proiettivo {\displaystyle P^{4}}. In questa struttura:
- I punti antipodali, che rappresentano il Big Bang e il Big Crunch, coincidono
- Le due "facce" dell'universo sono PT-simmetriche
- La struttura permette naturalmente l'emergere delle simmetrie P e T[9]

### Eliminazione delle singolarità
Una caratteristica importante del modello è la sostituzione delle singolarità (Big Bang/Big Crunch) con una struttura tubolare:
- Le singolarità vengono eliminate attraverso una connessione liscia tra i due settori
- La struttura risultante è topologicamente equivalente al doppio rivestimento di una bottiglia di Klein
- Questa configurazione permette un passaggio regolare tra i due settori dell'universo[10]

### Rappresentazione matematica
La configurazione topologica può essere descritta localmente attraverso il vicino di una linea meridiana, che si configura come il doppio rivestimento di un nastro di Möbius con tre mezzi giri. Questa struttura è analoga alla superficie di Boy, che rappresenta l'immersione del piano proiettivo {\displaystyle P^{2}} in {\displaystyle \mathbb {R} ^{3}}.

### Conseguenze fisiche
Questa struttura topologica ha importanti implicazioni:
- Fornisce una base geometrica per l'inversione della massa
- Spiega naturalmente l'esistenza dei due settori dell'universo
- Elimina il problema delle singolarità iniziale e finale
- Permette una transizione regolare tra masse positive e negative[2]

## Previsioni e osservazioni
Il modello cosmologico Janus fornisce spiegazioni e previsioni per diversi fenomeni astronomici e cosmologici, alcune delle quali sono state confermate da recenti osservazioni.

### Struttura a grande scala dell'universo
Una delle principali previsioni del modello Janus riguarda la distribuzione della materia a grande scala:
- Formazione di una struttura lacunare con grandi vuoti cosmici
- Conglomerati di massa negativa al centro di questi vuoti
- Filamenti e "muri" di galassie alle interfacce tra questi vuoti
- Ammassi di galassie ai nodi di questa struttura[12]

Questa previsione è stata confermata dalla mappatura a grande scala dell'universo realizzata da Hoffman, Pomarède, Tully e Courtois nel 2017, che ha rivelato la presenza di grandi vuoti cosmici, come il "dipolo repulsore".

### Accelerazione dell'espansione cosmica
Il modello Janus offre una spiegazione alternativa all'energia oscura per l'accelerazione dell'espansione dell'universo:
- L'accelerazione è causata dalla repulsione gravitazionale tra masse positive e negative
- L'energia totale dell'universo è negativa, come espresso dalla relazione di conservazione generalizzata

Questa interpretazione è stata confrontata con successo con le osservazioni delle supernovae di tipo Ia

### Formazione precoce di stelle e galassie
Il modello prevede una formazione accelerata delle prime stelle e galassie:
- I conglomerati di massa negativa confinano la materia positiva in strutture a forma di lastra
- Questa compressione accelera il raffreddamento radiativo e l'instabilità gravitazionale
- Il processo permette la formazione di galassie completamente sviluppate nei primi centinaia di milioni di anni dopo il Big Bang[2]

Questa previsione è stata confermata dalle recenti osservazioni del telescopio spaziale James Webb, che ha rivelato galassie mature e strutturate a redshift molto elevati (z>7).

### Effetto di lente gravitazionale negativa
Una previsione unica del modello Janus è l'effetto di "lente gravitazionale negativa":
- I conglomerati di massa negativa agiscono come lenti divergenti
- Questo effetto diminuisce la luminosità apparente delle galassie di background
- L'effetto dovrebbe essere particolarmente visibile intorno ai grandi vuoti cosmici, come il dipolo repulsore
- La distribuzione di questo effetto dovrebbe seguire un pattern "ad anello"[2]

Questa previsione potrebbe essere verificata attraverso osservazioni dedicate delle regioni circostanti i grandi vuoti cosmici identificati.

## Confronto con il modello ΛCDM
Il modello Janus si propone come alternativa al modello cosmologico standard ΛCDM, offrendo spiegazioni diverse per fenomeni che nel modello standard richiedono l'introduzione di componenti ad hoc.

### Alternativa a materia oscura ed energia oscura
Nel modello cosmologico standard, circa il 95% del contenuto dell'universo è costituito da componenti ipotetiche:
- 27% materia oscura (attrattiva, non barionica)
- 68% energia oscura (repulsiva, con equazione di stato {\displaystyle w=-1})
- 5% materia barionica ordinaria

Il modello Janus propone invece:
- 95% massa negativa (invisibile perché emette fotoni di energia negativa)
- 5% materia ordinaria a massa positiva

Nessun bisogno di materia oscura o energia oscura

### Asimmetria materia-antimateria
Modello ΛCDM: non offre una spiegazione soddisfacente per l'assenza di antimateria primordiale nell'universo.
Modello Janus: riprendendo l'idea di Sakharov, propone che l'antimateria con massa negativa esista nell'altro settore dell'universo, ripristinando una simmetria globale.

### Singolarità e problemi risolti
Il modello Janus affronta diversi problemi irrisolti del modello standard:
- Problema dell'orizzonte: Risolto naturalmente dalla struttura topologica dell'universo
- Singolarità dei buchi neri: Eliminate attraverso il processo di inversione della massa
- Problema dei dipoli repulsori: Spiegati come concentrazioni di massa negativa
- Formazione precoce di galassie: Spiegata dal confinamento della materia positiva tra conglomerati di massa negativa[2]

## Critiche e risposte
Il modello Janus ha ricevuto diverse critiche, in particolare riguardanti la sua consistenza matematica e fisica.

### Obiezioni di Thibault Damour
Nel 2022, il fisico teorico Thibault Damour ha pubblicato un'analisi critica del modello Janus, sollevando diverse obiezioni:
- Mancanza di covarianza generale a causa dell'introduzione di una "matrice diagonale costante"
- Incoerenze nelle equazioni di Tolman-Oppenheimer-Volkoff derivate dal modello
- Contraddizioni con il principio di azione-reazione

### Risposte e modifiche al modello
In risposta a queste critiche, Petit e collaboratori hanno pubblicato diversi articoli, modificando alcuni aspetti del formalismo:
- Dimostrazione della consistenza matematica nel limite di campo debole (approssimazione newtoniana)
- Verifica della conservazione generalizzata dell'energia
- Soddisfacimento delle identità di Bianchi

I sostenitori del modello Janus sostengono che queste difficoltà tecniche non compromettono le previsioni osservazionali del modello, e che la storia della scienza mostra come teorie matematicamente imperfette possano comunque indicare verità fisiche fondamentali.

## Pubblicazioni e sviluppi recenti
Il modello Janus è stato sviluppato progressivamente attraverso numerose pubblicazioni scientifiche in riviste con revisione paritaria, mostrando un'evoluzione costante per rispondere alle nuove osservazioni e affrontare le critiche.

### Evoluzione storica del modello
1977-1995: prime pubblicazioni sui concetti di universi gemelli e masse negative
1994-2000: sviluppo del modello bimetrico e prime simulazioni numeriche
2014-2015: formalizzazione matematica completa del modello
2018-2019: confronto con dati osservativi e risposte alle critiche
2024: pubblicazione della versione più completa e aggiornata nell'European Physical Journal C

### Confronto con le osservazioni del telescopio James Webb
Le recenti osservazioni del telescopio spaziale James Webb hanno fornito nuovi dati che sembrano supportare alcune previsioni del modello Janus:
- Identificazione di galassie completamente formate a redshift z>7 (meno di 700 milioni di anni dopo il Big Bang)
- Galassie con stelle già vecchie e strutture spirali barrate a redshift elevati
- Masse stellari tra 1010 e 1011 masse solari, difficilmente spiegabili nel contesto del modello ΛCDM[4]

### Prospettive future
Il modello Janus offre diverse possibilità di verifica attraverso future osservazioni:
- Mappatura dettagliata dell'effetto di lente gravitazionale negativa intorno ai grandi vuoti cosmici
- Analisi statistiche della distribuzione e luminosità delle galassie ad alto redshift
- Nuove misurazioni della costante di Hubble e confronto con le previsioni del modello
- Studi sulla struttura e l'età delle galassie primitive[2]